# چایتانیا تامانه
چایتانیا تامانه (انگلیسی: Chaitanya Tamhane؛ زادهٔ ۱ مارس ۱۹۸۷) نویسنده، تهیه‌کننده، کارگردان اهل هند است.